# Warszawska Grupa Wysokościowa s12
Warszawska Grupa Wysokościowa s12 (WGW s12) – stowarzyszenie działające w Warszawie od 1999 którego całość działalności statutowej zawiera się w sferze zadań publicznych, m.in. ratownictwo i ochrona ludności, ochrona i promocja zdrowia. Stowarzyszenie m.in. powołało Grupę Ratownictwa Specjalistycznego s12 zajmującą się działaniami poszukiwawczo-wydobywczymi oraz ratownictwem wysokościowym. Formacja ta od 2008 do 2013 roku stanowiła wysokospecjalistyczną sekcję Ochotniczej Straży Pożarnej Warszawa Ursus. GRS s12 OSP Ursus stanowiła do czasu zakończenia współpracy z OSP Ursus uzupełnienie sił i środków dla zawodowych specjalistycznych formacji Komendy Miejskiej Państwowej Straży Pożarnej m.st. Warszawy i jest podmiotem Krajowego Systemu Ratowniczo-Gaśniczego.

## Historia
Stowarzyszenie wywodzi się w prostej linii z projektu „Warszawska Grupa Wysokościowa”, który polegał na komercyjnym świadczeniu usług alpinistycznych na przełomie lat 1999 i 2000. Prekursorami idei stworzenia Grupy Ratownictwa Specjalnego, dla której powołano do życia Stowarzyszenie Warszawska Grupa Wysokościowa s12 byli: Krzysztof Jakucy (pomysłodawca), Agata Paczesna (pierwszy Wiceprezes) i Paweł Łazarz. Pierwszą akcją ratowniczą sprawdzającą kwalifikacje grupy było wsparcie działań poszukiwawczo – wydobywczych podczas katastrofy budowlanej w Chorzowie na Targach EXPO w dniu 28 stycznia 2006 roku. W 2007 r. organizacja uzyskała statut organizacji pożytku publicznego, a w pierwszym kwartale 2008 roku po nieudanych próbach przekształcenia się w Ochotniczą Straż Pożarną w porozumieniu z Komendą Miejską Państwowej Straży Pożarnej m.st. Warszawy i Biurem Bezpieczeństwa i Zarządzania Kryzysowego Urzędu m.st. Warszawy zjednoczyła siły i środki GRS s12 z Ochotniczą Strażą Pożarną w Ursusie.

## Grupa Ratownictwa Specjalistycznego
Początek działania Grupy Ratownictwa Specjalistycznego s12 datowany jest na 5 listopada 2001 i jest zbieżny z pierwszym szkoleniem ratowniczym na wieży kościoła w Błoniu. Formacja GRS s12 założona i wspierana przez Stowarzyszenie Warszawska Grupa Wysokościowa s12 od 2008 roku stanowiła specjalistyczną sekcję Ochotniczej Straży Pożarnej Warszawa - Ursus. Jako podmiot Krajowego Systemu Ratowniczo-Gaśniczego stale utrzymywana była w gotowości do realizacji działań w następstwie zaistniałych klęsk żywiołowych, zdarzeń masowych i katastrof. Działalność Grupy Ratownictwa Specjalistycznego ma charakter ochotniczy i opierała się na Regulaminie Działań Ratowniczych GRS s12 oraz Statucie Ochotniczej Straży Pożarnej w Ursusie.

### Zakres realizowanych zadań
- poszukiwanie zaginionych osób w terenie otwartym (lasy, łąki, itp.), przy użyciu psów poszukiwawczych oraz ratowników (tzw. szybkie trójki);
- ratownictwo wysokościowe;
- ratownictwo medyczne, zwłaszcza w zakresie Kwalifikowanej Pierwszej Pomocy - działania podczas zdarzeń masowych i katastrof;
- logistyka podczas dużych akcji ratowniczych (prąd, oświetlenie, wyżywienie, woda, namioty, pomoc psychologiczna).

GRS realizuje ponadto zadania w zakresie:
- rozpoznania miejsca zdarzenia;
- dotarcia do zasypanych (uwięzionych) osób z zastosowaniem sprzętu ratowniczego charakteryzującego grupy lekkie i średnie;
- udzielenie fachowej pomocy medycznej (ratownictwo medyczne) poszkodowanym w miejscu ich odnalezienia (według standardów KSRG - BLS AED, BTLS lub ALS);
- transportu (ewakuacji medycznej) poszkodowanych z miejsca ich odnalezienia poza region zdarzenia.

## Akcje
Stowarzyszenie Warszawska Grupa Wysokościowa s12 prowadzi szereg zakrojonych na szeroką skalę akcji bezpośrednio związanych z animowaniem bezpieczeństwa i ochroną ludności w czasie pokoju, niezmiennie szczególną uwagę przywiązując do edukacji dzieci i młodzieży.

### Akademia Ochrony Ludności
To projekt realizowany od 19 czerwca 2005 roku, którego celem jest praca u podstaw w dziedzinie edukowania społeczeństwa obywatelskiego w następujących dziedzinach:
- pierwsza pomoc i ratownictwo medyczne
- współpraca z dyspozytorami służb ratowniczych
- udzielnie pomocy przez telefon komórkowy (dla dzieci)
- ochrona cywilna
- zagrożenia lokalne – przygotowania i przeciwdziałanie
- obronność RP
- inne

Akademia Ochrony Ludności skierowana jest do takich instytucji jak: placówki edukacyjne i wychowawcze, świetlice środowiskowe, ochotnicze służby ratownicze i straże, inne.

W ramach AOL organizowane są także ćwiczenia i pokazy udzielania pierwszej pomocy na imprezach masowych, popularyzacja użycia defibrylatorów AED i prezentowanie algorytmów postępowania w nagłych stanach zagrożenia życia.

### Akcja Ratownicy Dzieciom
ARD to społeczna akcja prowadzona przez członków Stowarzyszenia WGW S12 z myślą o dzieciach i młodzieży.
Celem akcji jest umożliwienie dzieciom uczestnictwa w zadaniach i konkurencjach ocierających się o alpinizm i inne sporty ekstremalne. Akcja to także współpraca z dziećmi niepełnosprawnymi i pomoc w ich rehabilitacji za pomocą linowych zmagań w plenerze.
Akcja Ratownicy Dzieciom skierowana jest do takich instytucji jak: domy dziecka, placówki wychowawcze, świetlice środowiskowe.

## Organizacja Pożytku Publicznego
Działalność statutowa WGW s12 w całości zawiera się w sferze zadań publicznych, m.in. ratownictwo i ochrona ludności, ochrona i promocja zdrowia. Cały dochód stowarzyszenia przeznaczany jest na realizację tych celów. Nr KRS: 0000118011

## Aktualny Zarząd Stowarzyszenia
Zarząd:
- Prezes - Marcin Malka
- Wiceprezes - Grzegorz Dokurno